# 억제제
반응 억제제(reaction inhibitor)는 화학 물질로, 화학 반응의 속도를 늦추거나 막는 물질이다. 그와 반대로 촉매 또는 효소 활성화제는 화학 반응의 속도를 높이는 물질이다.

## 예시
- 첨가된 아세트아닐리드는 약국용 과산화 수소 용액의 분해를 늦추어[1] 다음 반응을 억제한다.

2H
2O
2 → 2H
2O + O
2, 이는 열, 빛 및 불순물에 의해 촉매된다.

## 촉매의 억제
억제제는 촉매된 반응(비생물학적 촉매 또는 효소)에서 촉매의 효과를 감소시킬 수 있다. 예를 들어, 어떤 화합물이 반응물 중 하나와 너무 유사하여 촉매의 활성 부위에 결합할 수 있지만 촉매 반응을 겪지 않는다면, 활성 부위가 점유되어 해당 촉매 분자는 제 기능을 수행할 수 없다. 억제제가 방출되면 촉매는 다시 반응에 사용할 수 있다.

## 억제와 촉매 중독
억제는 촉매 중독과 구별되어야 한다. 억제제는 촉매를 변화시키지 않고 촉매의 작동을 방해하기만 하는 반면, 촉매 중독에서는 촉매가 해당 환경에서 비가역적인 화학 반응을 겪는다(활성 촉매는 별도의 과정을 통해서만 되찾을 수 있다).

## 효능
지표 억제제 또는 억제제로 단순화된 것은 주어진 대사경로를 통해 대사를 예측 가능하게 억제하며, 전향적 임상 약물 상호작용 연구에서 일반적으로 사용된다.
CYP 억제제는 역가에 따라 다음과 같이 분류될 수 있다.
- 강력 억제제는 혈장 AUC 값을 최소 5배 증가시키거나, 청소율을 80% 이상 감소시키는 것 (평소 청소율보다 1.8배 이상 느림).[4]
- 중등도 억제제는 혈장 AUC 값을 최소 2배 증가시키거나, 반응물의 청소율을 50-80% 감소시키는 것 (평소 청소 속도보다 최소 1.5-1.8배 느림).[4]
- 약한 억제제는 혈장 AUC 값을 최소 1.25배에서 2배 미만으로 증가시키거나, 기질의 청소율을 20-50% 감소시키는 것 (평소 청소율보다 최소 1.2-1.5배 느림).[4]

## 같이 보기
- 효소 저해제
- 촉매 중독